# Bronco (serie televisiva)
Bronco è una serie televisiva western statunitense in 68 episodi trasmessi per la prima volta nel corso di 4 stagioni dal 1958 al 1962. È uno spin-off della serie Cheyenne.
La serie è conosciuta anche con i titoli Cheyenne: Bronco e The Cheyenne Show: Bronco.

## Trama
Texas, anni 1860. Bronco Layne è un ex ufficiale confederato che vaga per il vecchio West in cerca di fortuna dopo la fine della guerra. Nel quinto episodio della prima stagione, Bronco torna nella sua città natale in Texas ma si scontra con l'ostilità dei suoi concittadini che lo ritengono un traditore e lo considerano un assassino che ha ucciso il fratello della sua donna. Continua quindi a vagare per altre città dello Stato aiutando i deboli e salvando vite di persone innocenti.

## Personaggi
- Bronco Layne (68 episodi, 1958-1962), interpretato da Ty Hardin.
- Arron Running Deer (6 episodi, 1959-1962), interpretato da Robert Colbert.
- Dan Peppin (5 episodi, 1958-1961), interpretato da Morris Ankrum.
- caporale Rod Evans (5 episodi, 1959-1962), interpretato da Mike Road.
- Crane (4 episodi, 1958-1961), interpretato da Charles Fredericks.
- Lige Andrews (4 episodi, 1958-1962), interpretato da I. Stanford Jolley.
- Bosun (4 episodi, 1958-1962), interpretato da Mickey Simpson.
- Bud Donner (4 episodi, 1958-1961), interpretato da Gary Vinson.
- G.J. Harkness (4 episodi, 1959-1962), interpretato da Barry Kelley.
- Mason (4 episodi, 1961), interpretato da Denver Pyle.

## Produzione
La serie fu prodotta da Warner Bros. Television e girata negli studios della Warner Brothers a Burbank in California.
Bronco nasce nel 1958 quando i dirigenti della Warner Brothers e l'attore Clint Walker ebbero alcune divergenze sul contratto di Walker per la serie Cheyenne. Quando le due parti giunsero ad un vicolo cieco, la rete assunse un nuovo attore, Ty Hardin, affinché interpretasse il nuovo personaggio di Bronco Layne, mantenendo il titolo della serie in Cheyenne.
Quando Walker ritornò a lavorare per la serie, il personaggio di Bronco Layne fu scorporato in uno show tutto suo. Bronco in un primo momento si alternò con un'altra serie western, Sugarfoot, con Will Hutchins. Nel 1960, le due serie iniziarono ad alternarsi a Cheyenne sotto il titolo unico Cheyenne. Sugarfoot fu cancellata nel 1961, lasciando solo Bronco e Cheyenne ad alternarsi. Altri western della Warner Brothers in produzione in questo periodo inclusero Maverick e Lawman. Ci sono diversi crossover tra i personaggi di queste serie.

### Registi
Tra i registi della serie sono accreditati:
- Lee Sholem (16 episodi, 1958-1961)
- Robert Sparr (7 episodi, 1960-1962)
- Alan Crosland Jr. (6 episodi, 1958-1959)
- Herbert L. Strock (5 episodi, 1960)
- Paul Landres (5 episodi, 1962)
- Leslie Goodwins (3 episodi, 1959-1960)
- Leslie H. Martinson (2 episodi, 1958-1962)
- Reginald Le Borg (2 episodi, 1960)
- Marc Lawrence (2 episodi, 1961)
- Gunther von Fritsch (2 episodi, 1962)
- George Waggner (2 episodi, 1962)
- Edward Dein

## Distribuzione
La serie fu trasmessa negli Stati Uniti dal 1958 al 1962 sulla rete televisiva ABC. È stata poi pubblicata in VHS negli Stati Uniti dalla Warner Home Video nel 1994.
Alcune delle uscite internazionali sono state:
- negli Stati Uniti il 23 settembre 1958 (Bronco)
- in Germania Ovest il 28 gennaio 1967 (Bronco)
- in Argentina (Bronco)
- in Spagna (Bronco)

## Episodi
| Stagione         | Episodi | Prima TV USA |
| ---------------- | ------- | ------------ |
| Prima stagione   | 20      | 1958-1959    |
| Seconda stagione | 20      | 1959-1960    |
| Terza stagione   | 10      | 1960-1961    |
| Quarta stagione  | 18      | 1961-1962    |